# Cantó de Ghisoni
El cantó de Ghisoni va ser una divisió administrativa francesa situada al departament de l'Alta Còrsega i a la Col·lectivitat Territorial de Còrsega.

## Geografia
El cantó era organitzat al voltant de Ghisoni dins el districte de Corte. La seva alçària varia de 0 m a 2.347 metres amb una alçària mitjana de 417 m.

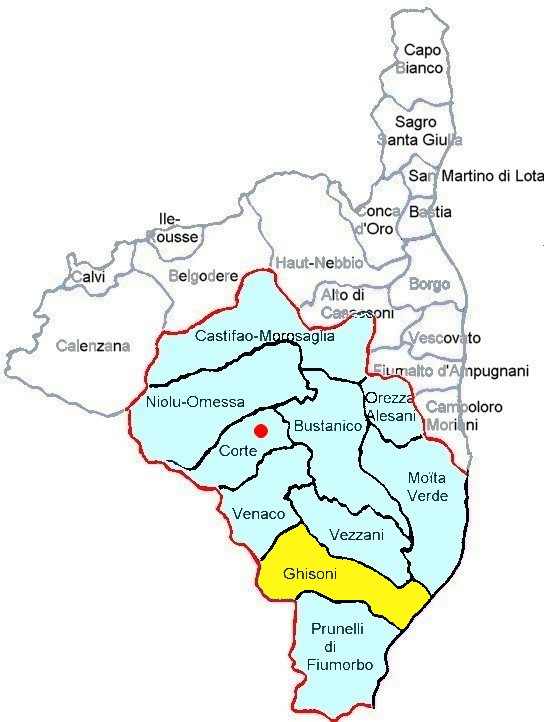
Localització del cantó de Ghisoni

## Administració
| Període   | Identitat           | Partit     | Qualitat |  |
| --------- | ------------------- | ---------- | -------- |  |
| 2001-2008 | Pierre-Jean Paolini | DVD        |          |  |
| 2001-2008 | Francis Guidici     | Démocrates |          |  |

## Composició
| Nom             | Població | Codi Postal | Codi Insee |  |
| --------------- | -------- | ----------- | ---------- |  |
| Ghisonaccia     | 3 168    | 20240       | 2B123      |  |
| Ghisoni         | 267      | 20227       | 2B124      |  |
| Lugo-di-Nazza   | 103      | 20240       | 2B149      |  |
| Poggio-di-Nazza | 185      | 20240       | 2B236      |  |

## Demografia
| 1962  | 1968  | 1975  | 1982  | 1990  | 1999  |
| ----- | ----- | ----- | ----- | ----- | ----- |
| 2.534 | 3.547 | 4.015 | 4.006 | 3.875 | 3.723 |